# Optatam Totius
Optatam Totius — декрет Другого Ватиканського собору Католицької церкви, присвячений духовній освіті та підготовці священства. Затверджено папою Павлом VI 28 жовтня 1965 року, після того як він був схвалений на соборі. За остаточний варіант документа висловилося 2318 учасників собору, проти — 3. Свою назву отримав за прийнятою в католицизмі практикою у двох перших словами першої фрази — «Optatam Totius Ecclesiae renovationem probe noscens Sancta» (Ясно усвідомлюючи, що бажане оновлення всієї Церкви).
Декрет Optatam Totius — один з дев'яти декретів Другого Ватиканського собору. Декрет складається з 22 статей, розділених на 7 розділів, вступу і висновку.

## Структура
1. Вступ
2. Про Програму підготовки до священства, яку належить розробити в кожній окремій країні (стаття 1)
3. Про належне заохочення покликань до священства (статті 2-3)
4. Про організацію вищих семінарій (статті 4-7)
5. Про ретельнішу духовну підготовку (статті 8-12)
6. Про необхідність переглянути викладання церковних дисциплін (статті 13-18)
7. Про розвиток пастирської підготовки в строгому сенсі слова (статті 19-21)
8. Про продовження підготовки після періоду навчання (статті 21-22)
9. Висновок

## Зміст
Декрет присвячений підготовці священиків в сучасних умовах. Як підкреслює декрет у своїй преамбулі "Святий Собор заявляє про надзвичайну важливість підготовки до священства і проголошує деякі основні принципи, службовці підтвердженням законів, уже перевірених віковим досвідом, і вводить в них певні нововведення, що відповідають конституціях і декретах цього Святого Собору, а також нових умов часу ".
Декрет підкреслює, що при такому розмаїтті народів, що входять в Церкву, можливо дати лише загальні норми підготовки священства, обов'язкові для всіх. Більш приватні моменти мають бути передбачені в «програмі підготовки до священства», яку повинна приймати Конференція католицьких єпископів кожної країни і кожного літургійного обряду.
Особливу увагу приділяє декрет необхідність заохочення покликань до священства та духовної підготовки кандидатів. Значна частина декрету присвячена принципам устрою і управління семінаріями, а також дисциплін, що викладаються в них. Вихованці семінарій крім власне церковних дисциплін повинні отримати гуманітарну і природничо-наукову освіту, яке дозволяє молоді в їх країні отримати доступ до вищої освіти. Серед церковних предметів, обов'язкових до вивчення, називаються латина, літургійна мова даної країни і обряду, філософські дисципліни, включаючи історію філософії, догматичне богослов'я, екзегетику, моральне богослов'я, церковну історію, канонічне право. Заохочується вивчення мов Священного Писання та Передання, а також вивчення некатолицьких конфесій і релігій, поширених в даній країні.
У заключній частині декрет дає настанови в області пастирської підготовки майбутніх священиків, підкреслюючи, що окрім суми певних знань семінаристи повинні вчитися «мистецтву керувати душами».
Висновок декрету говорить:
|  | Отці цього Святого Собору, продовжуючи справу, розпочату Тридентським Собором, з довірою доручаючи настоятелям та викладачам семінарій обов'язок виховувати майбутніх священиків Христових в дусі оновлення, підтримуваного цим Священним Собором, настійно закликають тих, хто готується до священичого служіння, повною мірою усвідомлювати, що їм доручається надія Церкви і спасіння душ. Нехай вони, з готовністю приймаючи норми цього Декрету, принесуть рясні плоди, які зостануться вічно. |